# Jacques Lefebvre d'Étaples

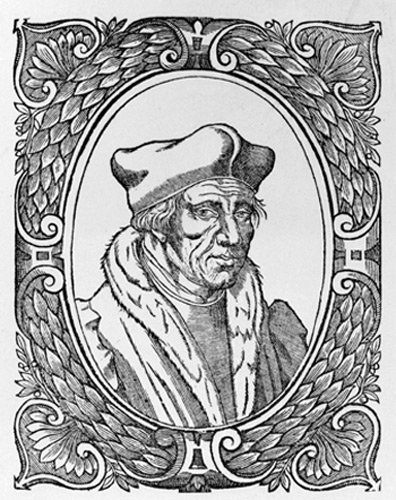
Jacques Lefèvre d'Étaples

Jacques Lefèvre d'Étaples (Étaples, Picardië, ca. 1455 –  Nérac, 1536), ook bekend als Jacobus Faber Stapulensis, was een Frans humanist, filosoof, theoloog, en Bijbelvertaler.

## Leven
Lefebvre werd geboren rond 1455. Na zijn priesterwijding ging hij studeren aan de Universiteit van Parijs en behaalde er een academische graad. In 1492 maakte hij een studiereis naar Italië, waar hij onder andere de Griekse klassieke filosofen en het neoplatonisch mysticisme bestudeerde. Volgens sommige auteurs reisde hij ook in Azië en Afrika.
Na terugkomst in 1495 vestigde hij zich in Parijs en doceerde er tot in 1507 filosofie aan het Collège cardinal Lemoine. Dit was toen een belangrijk centrum voor neoplatonische ideeën. Lefebvre hing bepaalde ideeën aan die aan de basis lagen van de protestantse hervorming, maar hij bleef zelf een overtuigd katholiek die hervormingen binnen de Kerk wilde promoveren. Net als Erasmus had Lefebvre kritiek op de Rooms-Katholieke Kerk en drong hij aan op hervormingen, maar was hij van mening dat deze reformatie plaats zou moeten vinden binnen de Roomse Kerk zelf. Wel is het zo dat Lefebvre met zijn ideeën ook invloed heeft gehad op de protestantse reformatie.
Het belet niet dat sommige van zijn boeken veroordeeld werden op beschuldiging van ketterij.
In 1507 vestigde Lefebvre zich in de abdij van Saint-Germain-des-Prés, waar zijn voormalige leerling Guillaume Briçonnet abt was en weldra bisschop van Lodève werd.
Lefebvre publiceerde een dissertatie over de Heilige Anna, de moeder van Maria. Hij koos voor de stelling dat Anna slechts eenmaal was getrouwd en dat Maria haar enige dochter was. Maria de zus van Lazarus, Maria Magdalena en Maria de zondares vermeld bij de evangelist Lucas waren andere personen, met eenzelfde voornaam. Sommige kerkvaders hadden sommige van die Maria's als dezelfde persoon beschouwd en hierover werden in de zestiende eeuw hevige polemieken gevoerd. Lefebvres ideeën hierover riepen veel tegenstand op en zijn publicaties over het onderwerp werden in 1521 veroordeeld door de theologische faculteit van Parijs, de Sorbonne.
In 1516 werd Briçonnet benoemd tot bisschop van Meaux, ten noorden van Parijs. Als Briçonnet hervormingen doorvoerde in zijn bisdom, benoemde hij Lefebvre in 1523 tot zijn vicaris-generaal. Enkele van zijn leerlingen kwamen ook naar Meaux en samen namen zij de hervorming van het bisdom ter hand, onder meer wat betreft de betere opleiding van de jonge priester-kandidaten. Ze noemden zich het "Cenakel van Meaux". Onder hen bevonden zich Gérard Roussel, François Vatable en ook de latere Geneefse reformator Guillaume Farel. In dit jaar publiceerde Lefèvre zijn Franse vertaling van het Nieuwe Testament en verschenen zijn commentaren over de zondagslezingen.
Die publicaties maakten dat hij het voorwerp werd van hevige kritiek, zelfs beschuldigd werd van lutheranisme, onder meer vanwege de in Meaux gevestigde franciscanen. Zijn Bijbelvertaling was weliswaar gebaseerd op de door de Kerk erkende Vulgaat, maar hij had een zestigtal correcties aangebracht, gebaseerd op de originele Griekse tekst. De doctores van de Parijse universiteit gingen daarom tegen hem in de aanval, vooral omdat hij in zijn inleiding de gelovigen aanmoedigde om de Heilige Schrift in de volkstaal te lezen. Het beschikbaar maken in de volkstaal van de Bijbelteksten voor de gewone gelovigen, ontketende de hevigste polemieken die op fysieke bedreigingen uitmondden. Lefebvre werd voor een rechtbank gedaagd die elf klachten moest onderzoeken. Koning Frans I van Frankrijk werd hierover ingelicht en hij koos samen met zijn zuster Margaretha van Navarra de zijde van Lefebvre en oordeelde hij dat het om louter pietluttigheden ging. Tijdens de gevangenschap van Frans I, als gevolg van de door hem verloren Slag bij Pavia (1525), was er alsnog werk gemaakt van een onderzoek naar Lefebvre. Maar toen de koning in 1526 weer vrijkwam, werd dit onderzoek beëindigd en werd Lefebvre benoemd tot bibliothecaris op het koninklijk Kasteel van Blois.
De koning betoonde verder zijn vertrouwen door hem als preceptor aan te stellen van zijn zoon Karel II van Orléans (1522-1545), terwijl hij ook prijs op zijn raadgevingen stelde. Hij wenste hem voor te dragen voor hoge kerkelijke functies, maar Lefebvre wees dit af.
In 1531 vertrok hij in het gevolg van Margaretha van Navarra naar Nérac, waar hij verbleef tot aan zijn overlijden in 1536.

## Publicaties

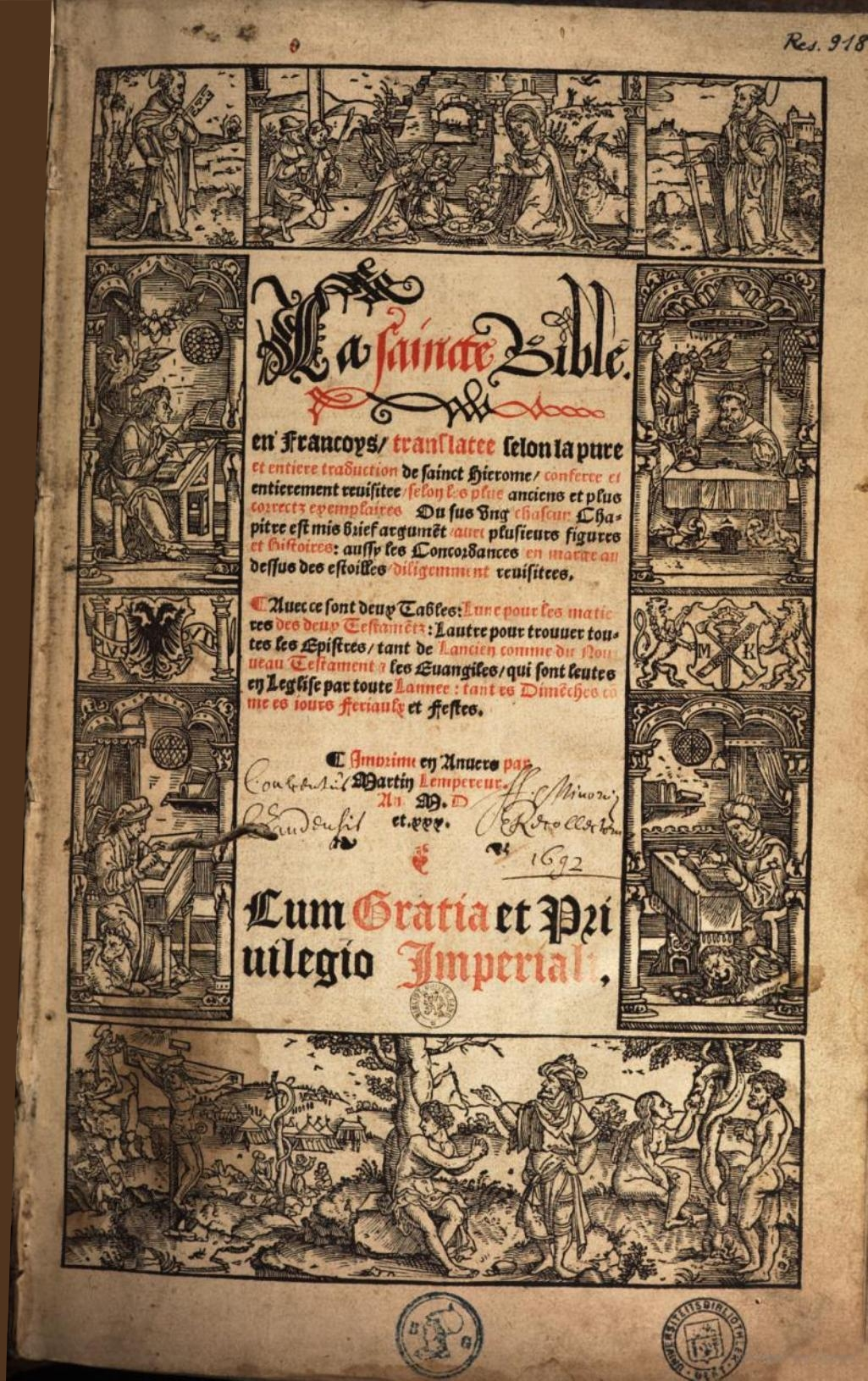
De Bijbel vertaald door Jacques Lefebvre d'Étaples

### Werken van/over Aristoteles (selectie)
- Parafrase van Aristoteles Natuurlijke Filosofie (1494)
- Introductie op Metaphysica (1494)
- Introductie op de Nicomachische Ehtiek (1494)
- Inleiding op de logica (1496)
- Politica (1506)

### Bijbelse werken (selectie)
- Psalterium quintuplex ; gallicum, romanum, hebraicum, vetus, conciliatum, 1509 / 1515, Henri Estienne - vergelijkende editie van het Latijnse Psalter
- Commentaires sur saint Paul, avec une nouvelle traduction latine, Paris, 1512 /1531.
- Traduction française du Nouveau Testament, Paris, Colines, 1523, 5 vols. 8vo, vertaling van de Vulgaat
- Commentaires sur les Évangiles, Meaux, 1525;
- Commentaires sur les épitres canoniques, Meaux, 1525;
- Exhortations en français sur les évangiles et les épitres des dimanches, Meaux, 1525,
- La saincte Bible en françoys..., Antwerpen, Merten de Keyser, 1530

### Overige werken
- Arithmetica decem libris demonstrata, gepubliceerd samen met Musica libris demonstrata quattuor en Boethius, De Arithmetica, Paris (1496) - uitgave met kritisch apparaat
- Traduction latine des livres de la foi orthodoxe de Johannes Damascenus
- De Maria Magdalena, 1517, in 1519 gevolgd door De tribus et unica Magdalena.
- Epitome compendiosaque introductio in libros arithmeticos divi Severini Boetii adiecto familiari commentario dilucidata, 1503.
- Quincuplex Psalterium;gallicum, romanum, hebraicum, vêtus, conciliatum, 1509.
- Commentaires sur Saint Paul, avec une nouvelle traduction latine, 1512 & 1531.
- Rithmimachie ludus, qui est pugna numerorum appellatur, Parijs, 1514. (Beschrijving van een oud pytagorisch spel.)